# 北家村雷祖庙
北家村雷祖庙，位于中国广东省湛江市雷州市附城镇北家村，为湛江市雷州市的一个市级文物保护单位，类型为古建筑，公布时间为2001年8月17日。
北家村雷祖庙的历史年代为清代。